# Provinz Ain Defla
Die Provinz Ain Defla (arabisch ولاية عين الدفلى, DMG Wilāyat ʿAin ad-Daflā, tamazight ⵄⵉⵏ ⴷⴻⴼⵍⴰ Ɛin Defla) ist eine Provinz (wilaya) im nördlichen Algerien.
Die Provinz liegt südwestlich der Hauptstadt Algier und hat eine Fläche von 4885 km².
Die Bevölkerung beträgt rund 720.000 Einwohner (Schätzung 2006), die Bevölkerungsdichte liegt somit bei 147 Einwohnern pro Quadratkilometer.
Hauptstadt der Provinz ist Ain Defla, die größte Stadt der Provinz ist Khemis Miliana (früher Afreville).